# 크리스토퍼 하트
크리스토퍼 하트(Christopher Hart, 1961년 2월 22일~)는 캐나다의 배우, 마술사이다.

## 영화
- 크레이지 핸드(1999년)
- 아담스 패밀리 3(1998년)
- 아담스 패밀리 2(1993년)
- 아담스 패밀리(1991년) - 씽 역
- 단두대(1989년)